# Дон-2Н

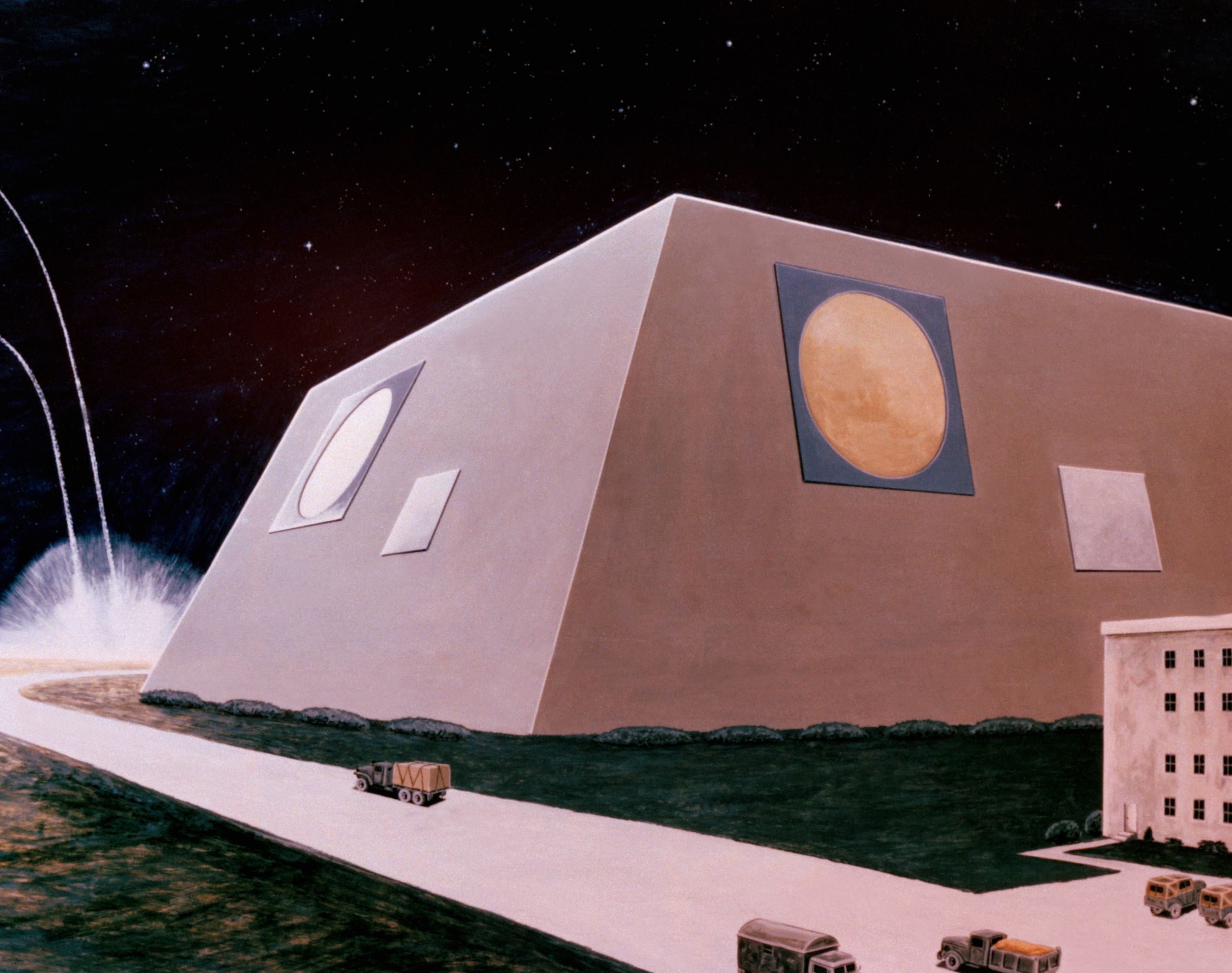
Дон-2Н в журнале «Soviet Military Power»

Дон-2Н (по кодификации НАТО «Pill Box») — стационарная многофункциональная радиолокационная станция кругового обзора сантиметрового диапазона, созданная в рамках выполнения задач ПРО Москвы.
Конструктивно РЛС представляет собой четырёхгранную усеченную пирамиду высотой 33—35 м, длиной сторон 130—144 м у основания и 90—100 м по кровле с неподвижными крупноапертурными активными фазированными антенными решётками диаметром 18 м (приёмными и передающими) на каждой из четырёх граней с зоной обзора во всей верхней полусфере.
Функционирование РЛС обеспечивается входящим в её состав вычислительным комплексом производительностью до миллиарда операций в секунду, построенным на основе четырёх десятипроцессорных суперкомпьютеров Эльбрус-2.
Единственная действующая станция такого типа расположена вблизи посёлка Софрино в Пушкинском районе Московской области. Опытный образец станции Дон-2НП (по кодификации НАТО «Horse Leg») был развернут на полигоне «А» в Сары-Шагане (Казахская ССР).
Ближайший аналог станции «Дон-2Н» — это американская РЛС AN/FPS-115 системы PAVE PAWS, входящая в систему ПРО США GBMD. В ходе проведённого в 1996 году эксперимента «Одеракс» «Дон-2Н» с нештатным программным обеспечением смогла обнаружить и построить траекторию малых космических объектов диаметром 5 см на расстоянии 500—800 км.

## История создания
РЛС «Дон-2Н» разработана в Радиотехническом институте АН СССР. Разработку начал Римилий Авраменко, однако вскоре он покинул лабораторию, главным конструктором стал В. К. Слока.
В 1968 году выпущен эскизный проект сантиметровой станции «Дон». В 1969 году началась разработка аванпроекта РЛС «Дон-Н» для перспективной системы противоракетной обороны Москвы. В проекте были заложены характеристики на пределе возможностей — элементная база того времени не позволяла решить задачу обнаружения и точного сопровождения сложных баллистических целей на дальности 1500—2000 км. В частности, для цифровой обработки сигналов требовалась фантастическая по тем временам производительность. Поэтому одновременно с работой по созданию станции велись работы над спецвычислителем.
В 1973 году выпущен эскизный проект «Дон-2Н». Именно теперь станция обрела, пока на бумаге, вид усечённой пирамиды. В 1974—1976 г.г. совершенствовались методы цифровой обработки сигналов. Специалистами было предложено немало оригинальных технических решений.
В 1978 году началось строительство станции. Было использовано более 30 тыс. т металла, 50 тыс. т бетона, 20 тыс. км кабеля, сотни километров труб и более 10 тыс. чугунных задвижек к ним. В строительстве объекта под руководством полковника А. И. Горовацкого (1027-й УИР) приняло участие более 20 тыс. военных строителей. Станция насчитывала более тысячи единиц шкафной аппаратуры, сотни тысяч излучателей ФАР с соответствующими спецконструкциями.
Головной изготовитель радиоэлектронной аппаратуры РЛС — ПО Днепровский машиностроительный завод.
В 1980 году начались работы по установке, монтажу и наладке оборудования. В 1989 году станция была принята на вооружение, а в 1996 году поставлена на боевое дежурство в составе системы ПРО Центрального промышленного района А-135.

## Назначение
Контроль космического пространства России и стран Содружества, обнаружение атак баллистических ракет, их сопровождение и наведение противоракет.
Технические возможности позволяют обнаруживать малоразмерные головные части баллистических ракет на рубеже Северного и Баренцева морей со временем предупреждения около 8—9 минут, сопровождать с большой точностью в автоматическом режиме до 100 элементов сложных баллистических целей (СБЦ), выделять (селектировать) головные части на фоне всего комплекса средств преодоления ПРО (тяжёлых и лёгких ложных целей, дипольных отражателей, станций активных помех). При этом во взаимодействии с командно-вычислительным пунктом (КВП) обеспечивается наведение до 20 противоракет ближнего перехвата и 16 — дальнего (по другим данным — до 100 противоракет).

## Тактико-технические характеристики
Рабочий диапазон — сантиметровый (длина волны 7,5 см).

Угол обзора по азимуту — 360 градусов.

Дальность обнаружения головной части МБР — 3700 км.

Высота обнаружения цели — 40 000 км.

Точность сопровождения цели:

 по дальности — 10 м;

 по угловым координатам — 0,6 угловых минут.

Излучаемая импульсная мощность — 250 МВт.

Время оповещения — 9 минут.
Особенности:
- многофункциональность (дальний и ближний перехват баллистических целей, сопровождение противоракет, кодированный обмен информацией);
- высокая помехозащищённость, основанная на высокой частотной избирательности и узкой диаграмме направленности антенны, широком частотном диапазоне, наличии автокомпенсаторов помех, возможности уменьшения чувствительности в направлении на источники помех, применении специальных структур зондирующих сигналов;
- адаптация к тактической обстановке путём изменения режимов, темпов и рубежей обслуживания элементов баллистических целей (наличие большого набора зондирующих сигналов с различной энергетикой, несущей частотой, периодом следования, шириной спектра и длительностью, возможность мгновенного изменения ширины диаграммы направленности ФАР);
- высокая точность измерения параметров траектории целей, отдельные каналы для пяти измерений координат цели;
- способность находить и отслеживать цели, летящие с высокой скоростью;
- способность обнаружения малозаметных целей;
- высокая информативность сигналов;
- модульность построения;
- высокая степень автоматизации.